# De Groep (Utrecht)
De Groep is een buurtschap liggend op de grens van de gemeenten Renswoude en Utrechtse Heuvelrug, in de provincie Utrecht. Het ligt ruim 1 kilometer ten westen van Emminkhuizen, ten noorden van de spoorlijn Utrecht - Arnhem.
Dorp: Renswoude       Buurtschappen: Emminkhuizen · De Groep (deels)

Utrecht · Plaatsen in de provincie      Nederland · Provincies · Gemeenten
Dorpen: Amerongen · Doorn · Driebergen-Rijsenburg · Leersum · Maarn · Maarsbergen · Overberg

Buurtschappen: Beerschoten · Boswijk · Breedeveen · Darthuizen · De Groep (deels) · Haagje · Haspel · Oud Rijsenburg · Palmstad · Sterkenburg · Valkenheide

Provincie Utrecht · Plaatsen in de provincie